# Nigori

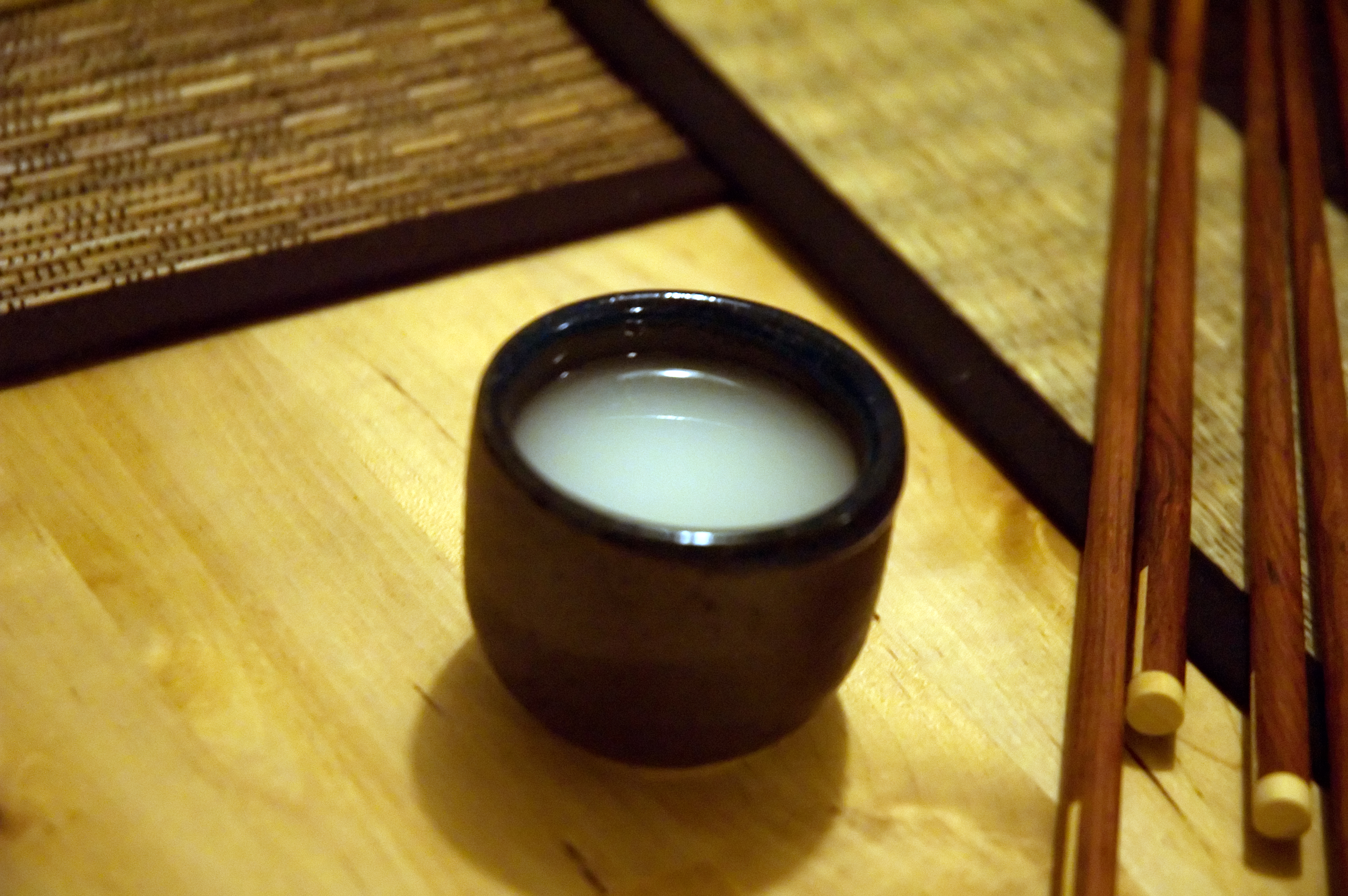
Taza de nigori, vino de arroz japonés sin filtrar.

El nigori o nigorizake (濁り酒) es una variedad de sake vino de arroz muy tradicional de Japón. El sake generalmente se sirve filtrado de tal forma que se separa de los granos de arroz que han intervenido en el proceso de fermentación, sin embargo el  nigori (que en japonés significa impureza) permanece sin filtrar, dejado el líquido con un aspecto lechoso.